# Дялу-Леулуй
Дялу-Леулуй (рум. Dealu Leului) — село у повіті Горж в Румунії. Входить до складу комуни Стежарі.
Село розташоване на відстані 191 км на захід від Бухареста, 48 км на південний схід від Тиргу-Жіу, 45 км на північ від Крайови.

## Населення
За даними перепису населення 2002 року у селі проживали 30 осіб, усі — румуни. Усі жителі села рідною мовою назвали румунську.